# ایلسینیو (بازیکن فوتبال)
ایلسینیو (بازیکن فوتبال) (به پرتغالی: Ilson Pereira Dias Júnior) هافبک اهل برزیل است که در شهر سائو برناردو دو کامپو و در تاریخ ۱۲ اکتبر ۱۹۸۵ به دنیا آمده‌است.
ایلسینیو (بازیکن فوتبال) در تیم‌های فوتبال پالمیراس ،سائوپائولو،شاختار دونتسک،سائوپائولو، باشگاه ورزشی اینترناسیونال و شاختار دونتسک سابقهٔ حضور دارد. این بازیکن همچنین در سال، ۲۰۰۸ ۴ بار برای، Brazil U23 به میدان رفته‌است